# 伯福德 (英格蘭)
伯福德（英文：Burford）位於英格蘭牛津郡西部科茨沃爾德丘陵溫德拉什河附近的一個小鎮，離牛津市以西約18英里（29公里），切爾滕納姆東南面約22英里（35公里），以及格洛斯特郡邊界只有2英里（3公里）。該地名由來源於古英語單詞burh，意思解作設防城市或山城，以及穿越河流的淺灘。 2011年的人口普查記錄伯福德教區的人口為1410，以及伯福德區為1847。

## 修道院

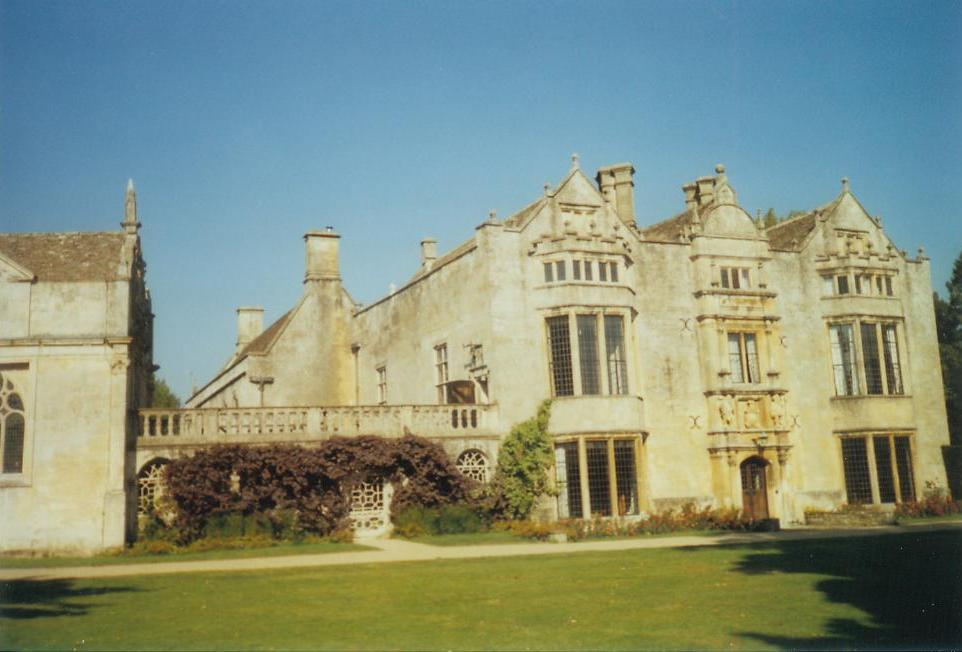
伯福德修道院

伯福德修道院是一座鄉村別墅位於13世紀奧古斯丁時期的醫院附近。

## 相關書目
- Gardner, Robert. . . 1852: not cited  [2015-06-15]. （原始内容存档于2016-03-04）.
- Monk, William John. . Burford & London: C.W. Swatman; Simpkin, Marshall, Hamilton, Kent & Co. Ltd. 1891.
- Monmouth, Geoffrey of. . Harmondsworth: Penguin Books. 1966: 202 [circa 1136]. translated by Lewis Thorpe.
- Sherwood, Jennifer; Pevsner, Nikolaus. . The Buildings of England. Harmondsworth: Penguin Books. 1974: 501–522. ISBN 0-14-071045-0.

## 外部連結
- Burford - Gateway to the Cotswolds (Town Council website)
- 中的“Burford”
- www.geograph.co.uk : photos of Burford and surrounding area（页面存档备份，存于）